# Granville (Dakota du Nord)
Pour les articles homonymes, voir Grandville (homonymie).
La ville de Granville est située dans le comté de McHenry, dans l’État du Dakota du Nord, aux États-Unis. Lors du recensement de 2010, sa population s’élevait à 241 habitants.

## Histoire
Granville a été fondée en 1900 et incorporée en 1906.

## Démographie
| 1910 | 1920 | 1930 | 1940 | 1950 | 1960 |
| ---- | ---- | ---- | ---- | ---- | ---- |
| 455  | 394  | 450  | 443  | 404  | 400  |

| 1970 | 1980 | 1990 | 2000 | 2010 | - |
| ---- | ---- | ---- | ---- | ---- | - |
| 282  | 281  | 236  | 286  | 241  | - |

## Source
- (en) Cet article est partiellement ou en totalité issu de l’article de Wikipédia en anglais intitulé « Granville, North Dakota » (voir la liste des auteurs).